# ندبة ضخامية

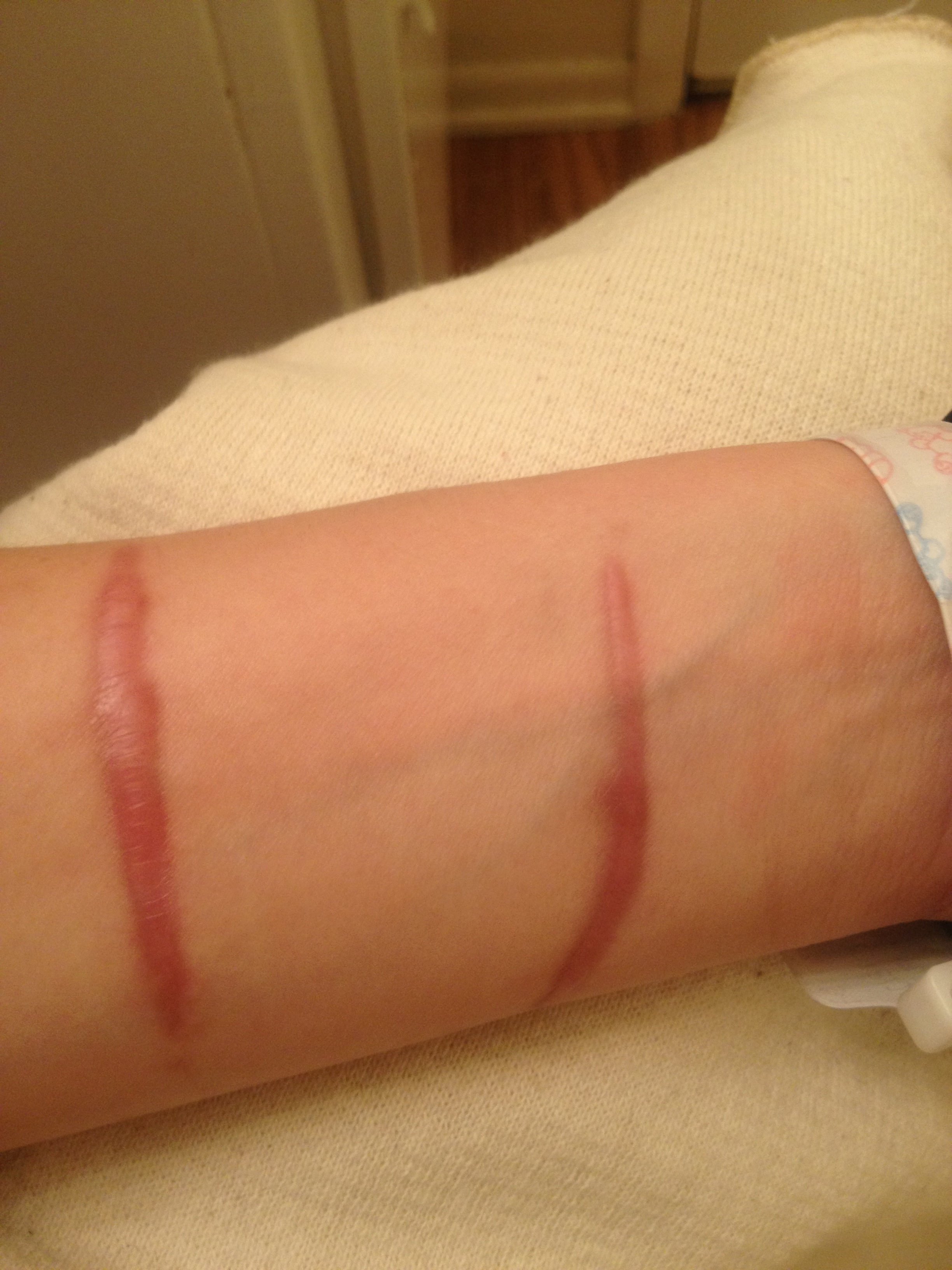
Hypertrophic scar (4 months after incident)

الندبة الضخامية هي حالة جلدية تتميز بكميات رواسب مفرطة من الكولاجين مما يؤدي إلى ندبة مرتفعة، ولكن ليس لدرجة ملحوظة كالجدرة. مثل الجدرة، فإنها تتشكل في معظم الأحيان في مواقع البثور، ثقب الجسم، والجروح والحروق. وغالبا ما تحتوي على الأعصاب والأوعية الدموية. وهي تتطور عموما بعد الإصابة الحرارية أو الصدمة التي تنطوي على طبقات عميقة من الأدمة والتعبير عن مستويات عالية من TGF-β[بحاجة لمصدر].

## السبب
تم تحديد التوتر الميكانيكي على الجرح كسبب رئيسي لتكوين ندبة الضخامة. عندما يُشفي الجرح العادي، ينتج الجسم ألياف الكولاجين الجديدة بمعدل يوازن انهيار الكولاجين القديم. الندوب الضخامية حمراء وسميكة وقد تكون حكة أو مؤلمة. فهي لا تتجاوز حدود الجرح الأصلي، ولكنها قد تستمر في التقلص لمدة تصل إلى ستة أشهر. وعادة ما تتحسن بعد سنة أو سنتين، ولكن قد تسبب الضيق بسبب مظهرها أو شدة الحكة. و يمكن أيضا أن تقيد الحركة إذا كانت تقع بالقرب من المفصل[بحاجة لمصدر]. بعض الناس لديهم ميل وراثي لهذا النوع من الندبات، على سبيل المثال، اولئك الذين يعانون من متلازمة إهلرز دانلوس، كلاسيكية النوع. ليس من الممكن أن تمنع تماما الندوب الضخامية، لذلك يجب على الذين لديهم تاريخ بهذه الإصابة إبلاغ الطبيب أو الجراح إذا كانوا بحاجة لعملية جراحية. علاجات الندبة قد تسرع عملية التغيير من ندبة الضخامي إلى مسطحة و باهتة اللون[بحاجة لمصدر].